# بل ای‌اچ-۱ کبرا
بِل اِی‌اِچ-۱ کبرا (به انگلیسی: Bell AH-1 Cobra) نوعی هلیکوپتر تهاجمی ساخت شرکت بل است که در دهه ۱۹۶۰ بر اساس هلیکوپتر چندمنظوره پرطرفدار یواچ-۱ ایروکوای طراحی شد. این هلیکوپتر اولین پرواز خود را در سال ۱۹۶۵ انجام داده و از سال ۱۹۶۷ وارد ارتش آمریکا شد. این هلیکوپتر در دو نوع اصلی تک‌موتوره و نوع پرقدرت‌تر دوموتوره ساخته شد.
تمامی مدل‌های تک موتوره با نام «هیویی کبرا» (به انگلیسی: Huey Cobra) شناخته می‌شوند

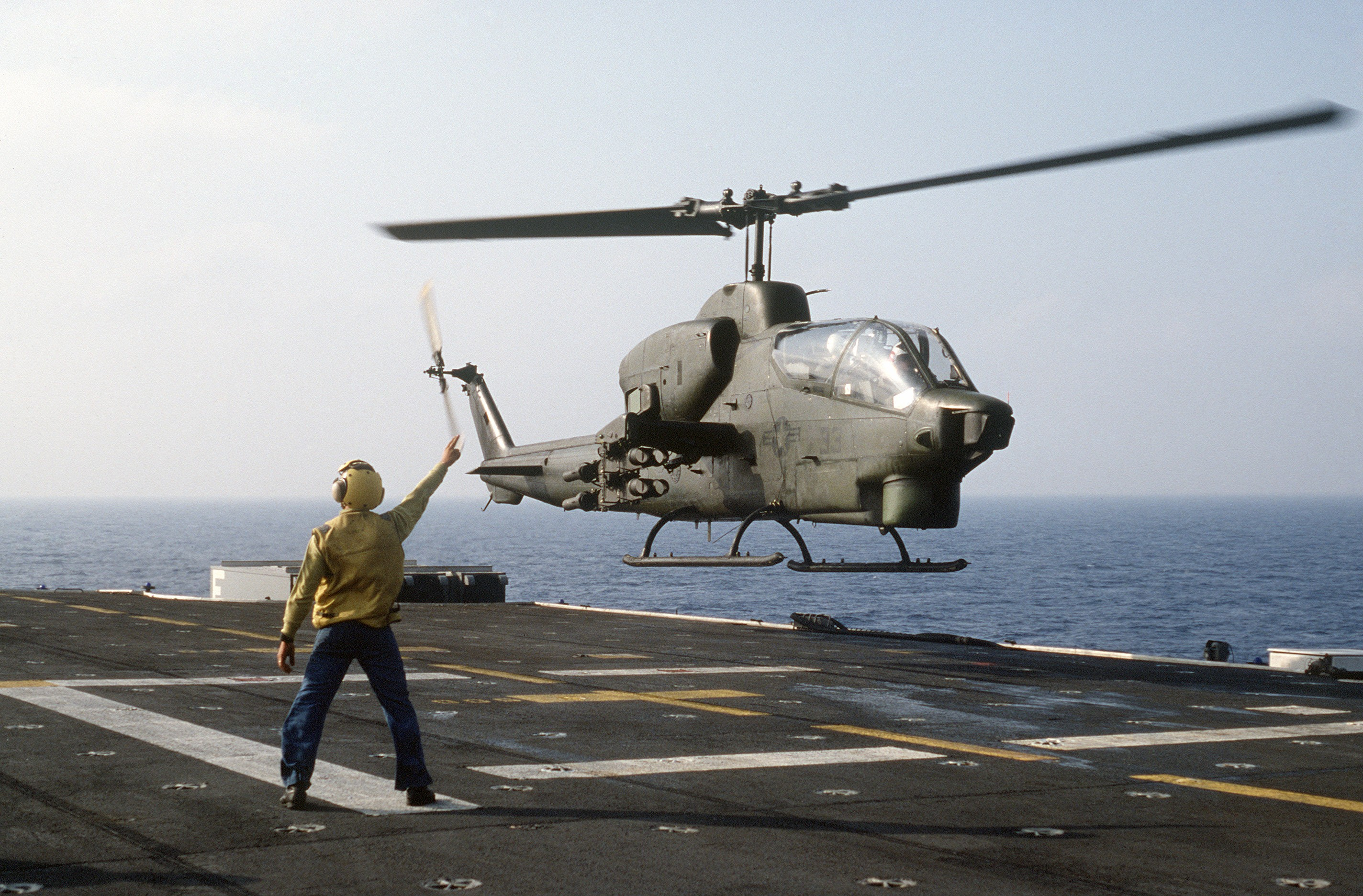
هلیکوپتر AH-1T ' سی کبرا ' در حقیقت نمونه پیشرفته تر AH-1J 'سی کبرا ' محسوب می‌شد.

اولین نمونه‌های دو موتوره این هلیکوپتر با نام‌های بِل اِی‌اِچ-۱جی (به انگلیسی: AH-1J) و بِل اِی‌اِچ-۱تی (به انگلیسی: AH-1T) (نمونه بهبود یافته AH-1J) معروف به سی کبرا (کبرای دریایی) (به انگلیسی: Sea Cobra) مخصوص نیروی تفنگداران دریایی ایالات متحده آمریکا ساخته شد. نمونه صادراتی ای اچ-۱جی به سی کبرا بین‌المللی (به انگلیسی: International Sea Cobra) معروف شد و خود دارای دو مدل با قابلیت شلیک و هدایت موشک‌های ضد تانک هدایت سیمی بی‌جی‌ام-۷۱ تاو معروف به تاو کبرا (به انگلیسی: TOW Cobra) مجهز به سیستم هدف‌گیری و هدایت تلسکوپی ام-۶۹ (به انگلیسی: M69)این موشک‌ها در پوزه هلیکوپتر و نمونه بدون قابلیت شلیک و هدایت این موشک‌های ضد تانک، معروف به نان تاو (به انگلیسی: Non TOW) بود.
۱۶۰ فروند از مدل نان تاو و ۶۲ فروند از مدل تاو هلیکوپتر ای اچ-۱جی سی کبرا (به انگلیسی: AH-1J Sea Cobra) از سال ۱۹۷۴ توسط هوانیروز ارتش ایران برای پشتیبانی نیروهای زمینی ایران و مقابله با تانک‌ها، زره پوش‌ها و نفربرهای زرهی دشمنان به خدمت گرفته شد که در طول جنگ ایران و عراق بسیار بکار گرفته شد. ۵ هلیکوپتر توسط نیروی هوایی اسرائیل در ژوئن ۲۰۲۵ سرنگون شدند.
نمونه‌های بعدی دو موتوره به ترتیب بِل اِی‌اِچ-۱دبلیو (به انگلیسی: AH-1W) معروف به سوپر کبرا (به انگلیسی: Super Cobra) و آخرین و پیشرفته‌ترین نمونه کبرا یعنی بِل اِی‌اِچ-۱زِد (به انگلیسی: AH-1Z) معروف به وایپر (افعی) (به انگلیسی: Viper) هستند. لازم است ذکر شود نمونه بِل اِی‌اِچ-۱زد با نام زولو کبرا (به انگلیسی: Zulu Cobra) نیز شناخته می‌شود.

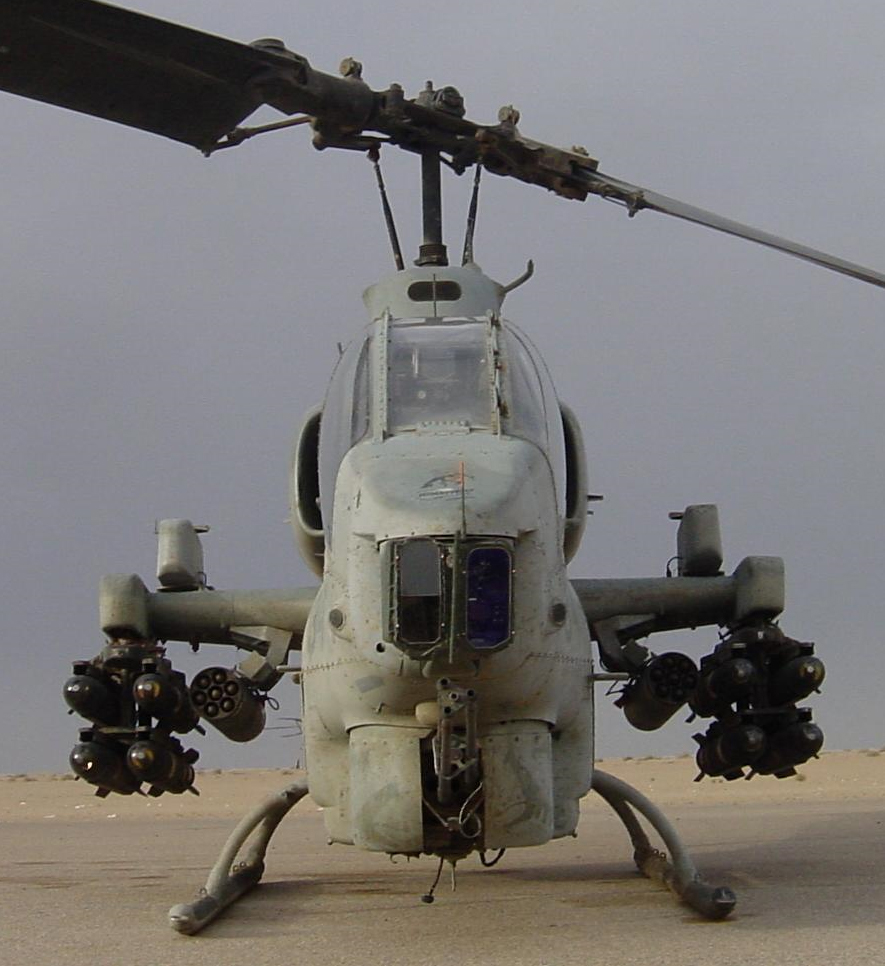
بالگرد AH-1W سپاه تفنگداران دریایی آمریکا مجهز به هشت موشک ضد تانک هدایت لیزری هلفایر

تمامی مدل‌های هلیکوپتر کبرا در نیروی زمینی ایالات متحده آمریکا از دهه ۱۹۸۰ با هلیکوپتر ای‌اچ-۶۴ آپاچی جایگزین شد. البته تعدادی از آن‌ها همچون بسیاری از هلیکوپترهای جنگی دیگر آمریکا کاربرد غیرنظامی پیدا کرده و به عنوان هلیکوپتر آتش‌نشان برای اطفای حریق جنگل‌ها استفاده می‌شوند. اما مدل‌های ارتقایافته دوموتوره کبرا معروف به ای‌اچ-۱ دبلیو و ای‌اچ-۱ زد همچنان هلیکوپتر جنگنده اصلی تفنگداران دریایی ارتش ایالات متحده هستند.

## مدل‌های مختلف بالگرد کبرا
AH-1E: مدل اولیه تهاجمی
AH-1F: مدل مجهز به موشک ضد زره تاو
TAH-1F: مدل آموزشی اف
AH-1G: هیویی کبری مدل اولیه برای تحویل به نیروی زمینی
AH-1J: سی کبری، اولین مدل ۲موتوره برای خدمت در نیروی دریایی که ایران از همین مدلهارا داراست.
AH-1P: مدل ارتقا یافته و مجهز به موشکهای تاو
AH-1S: اصلاح شده مدل جی، با قابلیت شلیک موشک تاو
AH-1T: سی کبری اصلاح شده مدل جی با قابلیت پرواز بالاتر
TH-1G: مدل آموزشی با فرامین دوگانه
AH-1Q: هیویی کبری قابلیت رزم شبانه و قادر به حمل ۸ موشک تاو
AH-1S: هیویی کبری
TH-1S: مدل آموزشی برای رزم شبانه
AH-1W: سوپر کبری، قادر به انجام رزم شبانه
AH-1Z: کینگ کبری، مدل بهسازی شده AH-1W سوپرکبری
AH-1RO: دراکیولا شبیه مدل W، برای صدور به رومانی

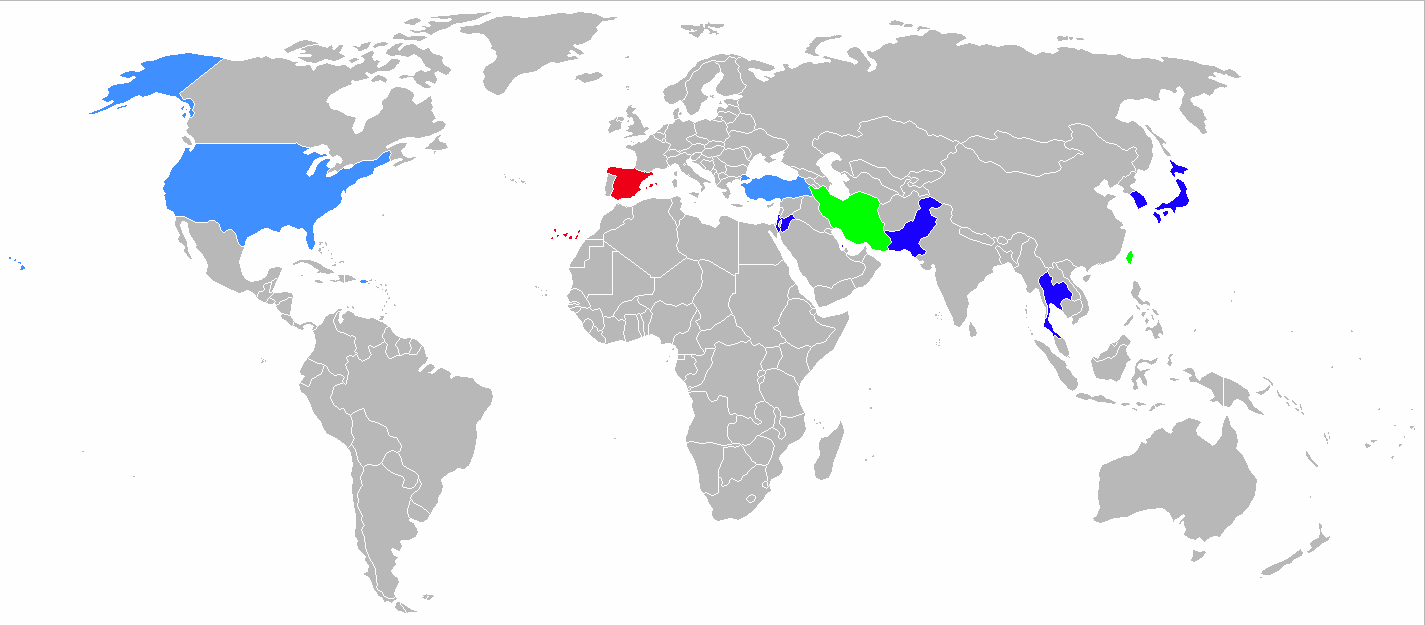
کاربران مدل تک‌موتوره
کاربران مدل دوموتوره
کاربران هر دو مدل
کاربران سابق

## مدل‌های اِی اِچ-۱جِی سی کبرا

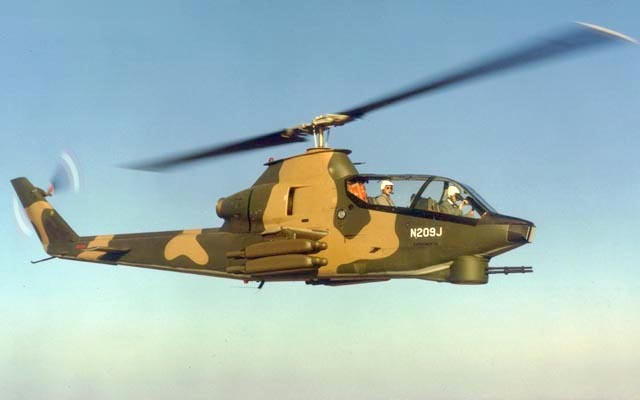
بل ۲۰۹

مدلهایی از بالگرد بل ای‌اچ-۱جِی سی کبرا (به انگلیسی: AH-1J Sea Cobra) که توانایی حمل و شلیک موشک ضد زره بی‌جی‌ام-۷۱ تاو را ندارند، نان تاو (و یا نان تو) (به انگلیسی: NON TOW)خوانده می‌شوند.
مدلهایی از بالگرد بل ای‌اچ-۱جِی سی کبرا (به انگلیسی: AH-1J Sea Cobra) که به واسطه نصب سیستم هدف‌کیری و هدایت اپتیکی ام-۶۹ در پوزه بالگرد، توانایی حمل و شلیک موشک ضد زره بی‌جی‌ام-۷۱ تاو را دارند، تاو کبرا (به انگلیسی: Tow Cobra)خوانده می‌شوند.

## تسلیحات

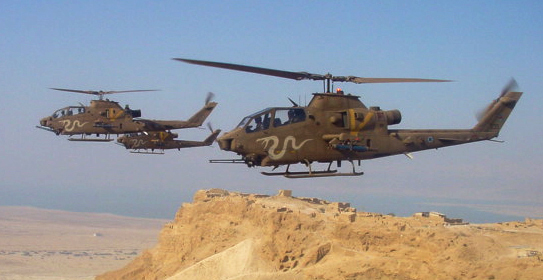
AH-1F نیروی هوایی اسرائیل مجهز به موشک‌های ضد تانک ای جی ام -۷۱ " تاو"

تمامی مدل‌ها مجهز به توپ چرخان بیست میلی‌متری سه‌لول ام-۱۹۷ هستند و تمامی مدل‌های بالگرد کبرا می‌توانند به راکت‌های هدایت ناپذیر هایدرا ۷۰ در لانچرهای هفت تایی ام-۲۶۰ یا نونزده تایی ام-۲۶۱ مجهز بشوند.

تمامی این مدل‌ها توانایی حمل و شلیک چهار یا هشت موشک ضد تانک هدایت سیمی بی‌جی‌ام-۷۱ تاو را دارند.
البته لازم است ذکر شود اکثر مدل‌های ای اچ-۱جی (به انگلیسی: AH-1J) به سیستم هدف‌گیری و هدایت تلسکوپی ام-۶۹ برای هدف‌گیری و هدایت موشک‌های ضد تانک بی‌جی‌ام-۷۱ تاو در قسمت پوزه مجهز نیستند و قابلیت حمل و شلیک این موشک‌ها را ندارند و به اختصار آن‌ها را نان تاو (به انگلیسی: Non TOW) می‌خوانند.

مدل‌های AH-1W و AH-1Z توانایی حمل و شلیک چهار یا هشت موشک هدایت لیزری ضد تانک ای‌جی‌ام-۱۱۴ هل‌فایر (به انگلیسی: AGM-114 hellfire) و موشک‌های هوا به هوای ایم-۹ سایدوایندر را دارند

## کاربران
- اتریش

- یک فروند هلیکوپتر غیرنظامی در فرودگاه سالزبورگ

- بحرین

- ۱۰ ای‌اچ-۱ئی، ۶ ای‌اچ-۱پی و ۶ ای‌اچ-۱ پی آموزشی در سال ۲۰۱۰.

- اسرائیل

- ۵۴ فروند در سال ۲۰۱۰

- ایران

- ۸۲ فروند فعال است. پنها ۲۰۹۱ مدل بهینه‌سازی‌شده این هلیکوپتر توسط شرکت پنها بدون لیسانس سازنده است.

- ژاپن

- ۸۹ فروند ای‌اچ-۱اس بین سال‌های ۱۹۸۴ تا ۲۰۰۰ در کارخانه صنایع سنگین فوجی تحت لیسانس شرکت بل ساخته شد.

- اردن

- ۲۲ ای‌اچ-۱اس و ۹ ای‌اچ-۱اف در سال ۲۰۱۰.

- پاکستان
- کره جنوبی
- تایوان
- تایلند
- ترکیه
- ایالات متحده آمریکا

### کاربران سابق
- اسپانیا

- نیروی دریایی اسپانیا تا سال ۱۹۸۵